# Домбрувка-Барцинська
Домбрувка-Барцинська (пол. Dąbrówka Barcińska, нім. Eichwald) — село в Польщі, у гміні Барцин Жнінського повіту Куявсько-Поморського воєводства.
Населення — 163 особи (2011).
У 1975-1998 роках село належало до Бидгощського воєводства.

## Демографія
Демографічна структура станом на 31 березня 2011 року:
|          | Загалом | Допрацездатний вік | Працездатний вік | Постпрацездатний вік |
| -------- | ------- | ------------------ | ---------------- | -------------------- |
| Чоловіки | 72      | 11                 | 55               | 6                    |
| Жінки    | 91      | 22                 | 51               | 18                   |
| Разом    | 163     | 33                 | 106              | 24                   |